# Zofia Stryjeńska
 (janvier 2019).
Si vous disposez d'ouvrages ou d'articles de référence ou si vous connaissez des sites web de qualité traitant du thème abordé ici, merci de compléter l'article en donnant les références utiles à sa vérifiabilité et en les liant à la section « Notes et références ».
 Zofia Stryjeńska (née Lubańska à Cracovie en 1891, décédée à Genève en 1976), surnommée « princesse de la peinture polonaise », reste l'une des plus grandes figures de la peinture polonaise du XXe siècle.

## Biographie
Peintre, graphiste, illustratrice, scénographe, muraliste, membre du mouvement Rytm, l'œuvre de Zofia Stryjenska participe de la création d'un style national moderne, né d'un courant artistique inspiré du folklore et qui trouve son aboutissement dans le domaine des arts décoratifs.
Anticonformiste et déterminée, c'est déguisée en garçon qu'elle entama, sous le nom de son frère, des études aux Beaux-Arts de Munich, alors interdits aux femmes.
Elle reçut notamment la Légion d'honneur à la suite du succès du Pavillon polonais à l'Exposition Internationale des Arts décoratifs de Paris en 1925, dont elle réalisa les panneaux caractéristiques de l'Art déco et dont son mari Karol Stryjenski était l'un des concepteurs.
Exubérance des couleurs et du mouvement, imagination et humour caractérisent une œuvre profondément originale, déclinée sur des supports multiples: toiles, affiches, illustrations, décors et costumes de théâtre, sans oublier des peintures murales dont on peut voir des exemples sur les façades de la vieille ville de Varsovie.
Zofia Stryjeńska quitta la Pologne après la dernière guerre et s'installa à Paris, puis à Genève où résidaient ses trois enfants, Magda, Jan et Jacek.
Son fils Jacek Stryjenski, peintre et décorateur, est entre autres l'auteur du plafond et du rideau de fer du Grand Théâtre de Genève.
Son fils Jean Stryjenski, architecte et acousticien, a réalisé de nombreux bâtiments à Genève et ailleurs.
Sa fille Magdalena Stryjenska a épousé Gabriel Jaques-Dalcroze, fils d’Emile Jaques-Dalcroze.